# 綠領行動
綠領行動（英文：Greeners Action；原名綠色學生聯會，Green Student Council）是香港一個以大學生為主的環保團體。1993年8月，當時參加地球之友所舉辦的《綠色希望計劃》的中學生，在其鼓勵下成立第一屆綠色中學生聯會（後改名為「綠色學生聯會」）。
綠領行動定時舉辦聯誼活動，如遠足、考察、例會、綠色大食會、露營，並且協助「地球之友」舉辦「綠色新希望計劃」，培養學生對環保的興趣。
2007年7月，綠色學生聯會正式改名為「綠領行動」，並於2008元旦開展首屆「全港回收電話簿」大行動至4月1日。

## 爭議

### 反對轉廢為能
2022年1月，由於香港的堆填區接近飽和，環境保護署以「達致零廢堆填及碳中和目標」，建議「轉廢為能」，希望發展都市固體廢物處理基建設施、通過垃圾焚燒發電以達致都市固體廢物資源化，以現代化的設施在符合安全、高效和減碳的條件下，將廢物轉化為電能，配合香港減廢和減碳的環保藍圖。但綠領行動表達強烈反對此「轉廢為能」計劃，反建議政府實行「垃圾收費」。

## 綠色學生聯盟
綠色學生聯盟，舊稱大專綠色聯盟（大綠聯）或綠色大專聯盟（綠大聯），由車慧蘭 (Yolanda Che)发起於1992年，是一個由香港各大專院校學生會的綠色(環保)組織組成的聯盟。其目的在於集合香港各大專院校的綠色團體，承擔大學生在環境保護及健康生活方面，對社會所負的應有責任。

## 歷任總幹事
- 何漢威

## 外部連結
- 綠領行動官方Facebook （页面存档备份，存于）
- 綠領行動官方網頁 （页面存档备份，存于）

1. ↑  . 東網. 2022-01-27  [2024-04-28]. （原始内容存档于2024-04-28） （"zh-hk"）.
2. ↑  . 政府新聞處. 2022-01-25  [2024-04-28]. （原始内容存档于2024-10-01） （"zh-hk"）.